# Bay Parkway (linea BMT West End)
Bay Parkway, in passato Bay Parkway-22nd Avenue, è una stazione della metropolitana di New York situata sulla linea BMT West End. Nel 2019 è stata utilizzata da 2 446 673 passeggeri. È servita dalla linea D, attiva 24 ore su 24.

## Storia
La stazione fu aperta il 29 luglio 1916. Nel 2012 venne ristrutturata e resa accessibile alle persone con disabilità motoria, grazie ai fondi stanziati dall'American Recovery and Reinvestment Act.

## Strutture e impianti
La stazione è posta su un viadotto al di sopra di 86th Street, ha tre binari e due banchine a isola. Il mezzanino, posizionato sotto il piano binari, ospita le scale e gli ascensori per accedere alle banchine, i tornelli e le quattro scale e l'ascensore per il piano stradale che portano all'incrocio con Bay Parkway.

## Interscambi
La stazione è servita da alcune autolinee gestite da NYCT Bus.
- Fermata autobus